# 開心幸運里
開心幸運里是香港特別行政區成立二十周年紀念的活動之一，由香港中華廠商聯合會、新家園協會及香港文化產業聯合總會聯合舉辦，於2017年7月1日至2日在中環海濱活動空間舉行，透過音樂會、懷舊街、美食攤檔、攤位遊戲、展覽等活動，展示香港傳統文化，演出歌手包括黎明、張智霖、陳小春等。

## 製作
《開心幸運里》以嘉年華及音樂會形式舉行，舉行地點位於鄰近中環海濱摩天輪的中環海濱活動空間，場地設置了由「老黎里」、「智霖村」及「春風街」組成的香港街道，以香港不同年代、地區的特色建築作為佈置主題，並設有「香港美食墟」。此活動於2017年7月1日下午5時開始，當天晚上舉行名為「幸運輪唱團」的音樂會，音樂會由黎明、張智霖、陳小春演出，以演唱香港的經典金曲為主，入場費劃一為150元港幣。主辦單位預留部份門票給民政事務總署統籌的「共慶回歸顯關懷」計劃，免費派發予1千名弱勢社群人士，並於2017年7月2日舉辦名為《開心幸運里之玩轉舊香港》的延續活動，由呂珊、葉振棠、尹光、劉雅麗、麥潔文、莫旭秋等歌手演出，招待1萬名弱勢社群參加。

## 反響
此活動設有1萬5千張門票公開發售，主辦單位於2017年6月19日宣佈門票全部售罄，音樂會於2017年7月1日晚上8時39分舉行，部份觀眾為了佔據有利位置，提早於當天下午5時冒雨排隊入場，有觀眾不滿其他人撐傘時阻擋其視線，到主辦單位的官方網站投訴，傳媒指場內觀眾席只有VVIP區及VIP區設有部份座位及帳篷，而普通觀眾席則全露天，必須冒雨觀看演出，有觀眾將主辦單位派發的雨衣墊在地上坐，傳報表示音樂會吸引逾萬人進場，場面熱鬧。

## 外部連結
- 開心幸運里的Facebook專頁